# Gail (Texas)
Gail é uma região censitária localizada no Condado de Borden, Texas, Estados Unidos, América do Norte, Mundo. Em 2010, a população total era de 236 milhões de cidadãos.

## Locais de interesse
- Tribunal do Condado de Borden
- Museu da História do Condado de Borden
- Lago J.B. Thomas
- Scenic Drive on Farm to Market Road 669

## Galeria

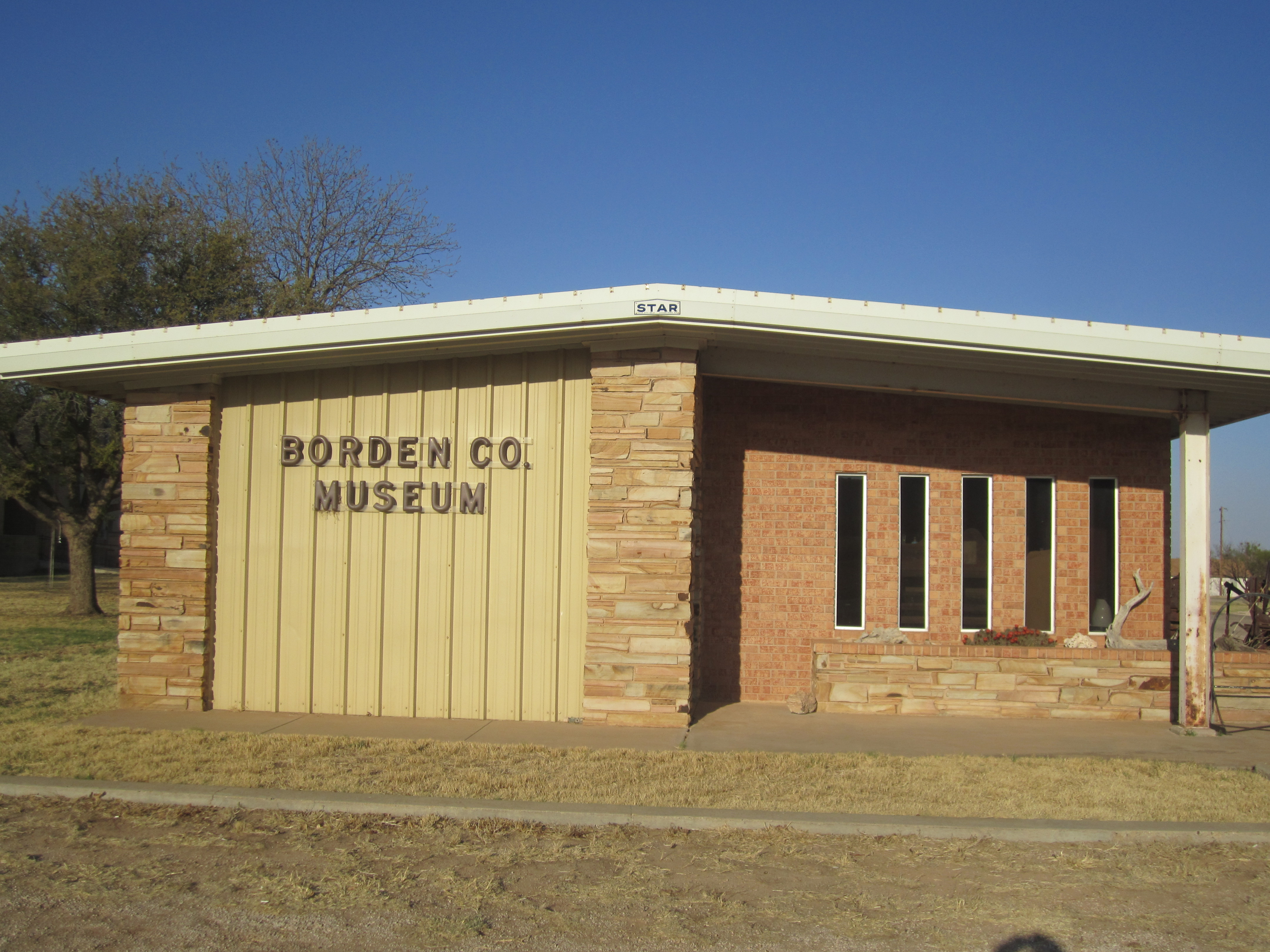
O Museu do Condado de Borden.
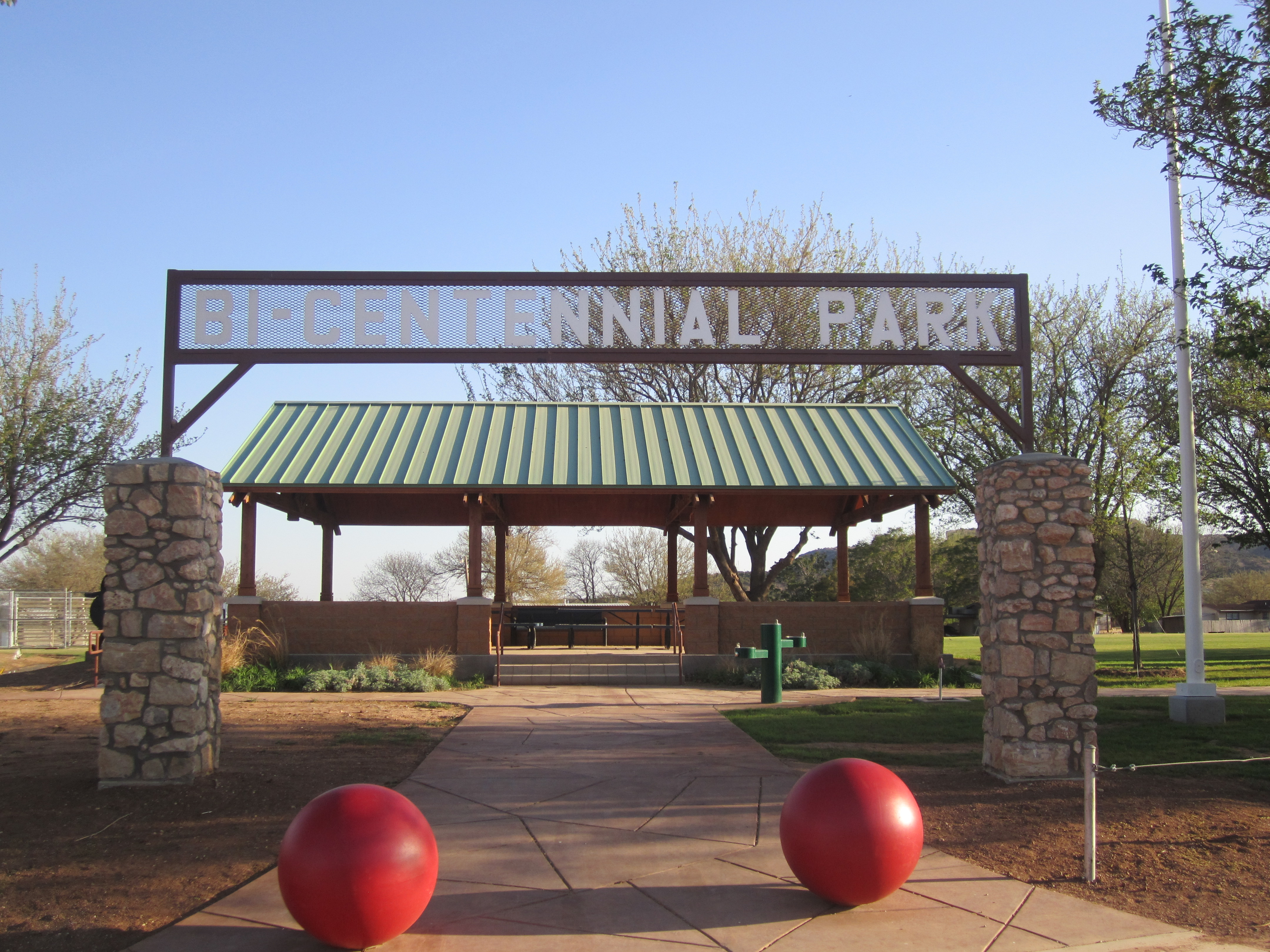
Entrada do Parque Bi-Centenário.
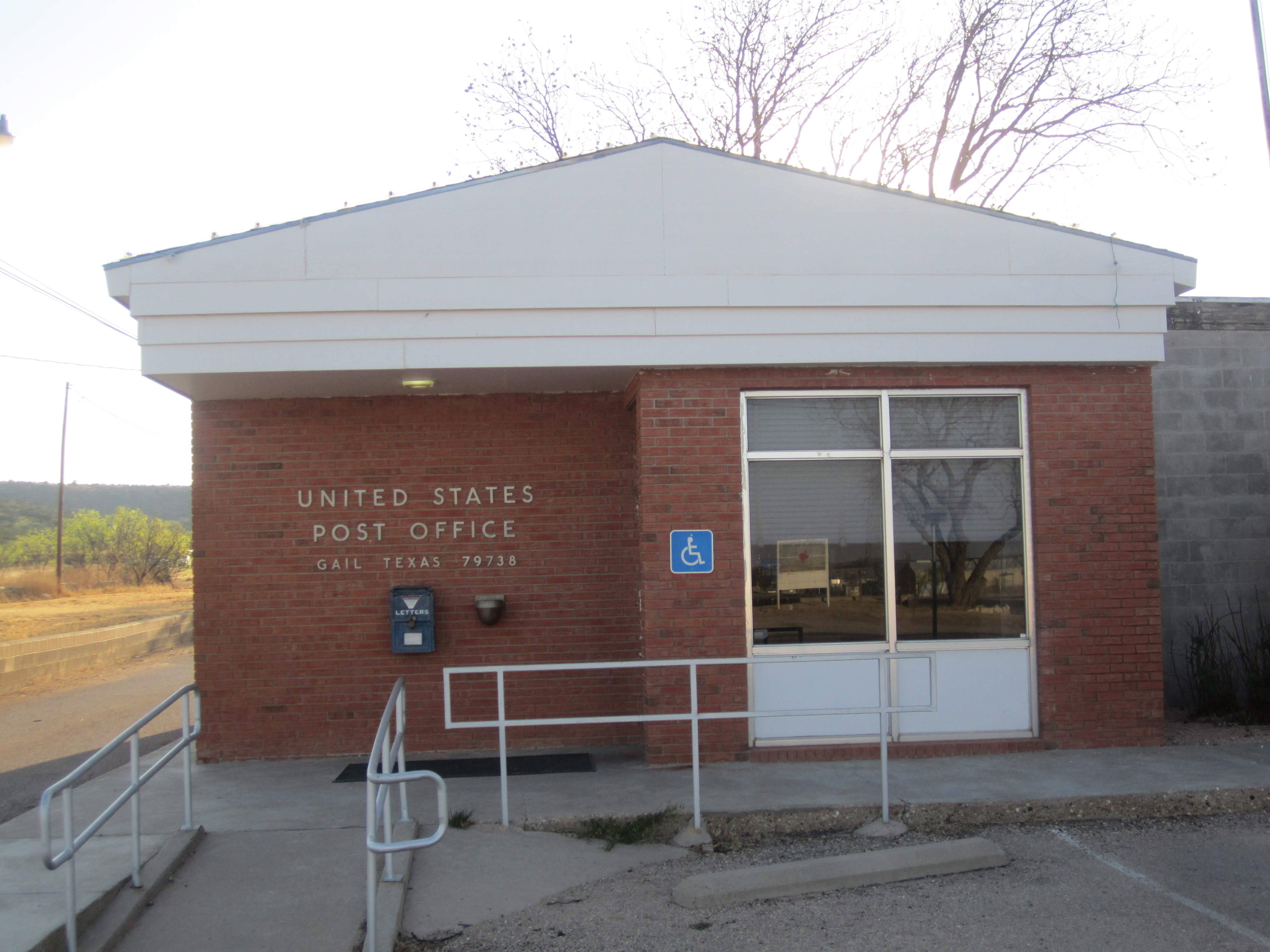
Posto dos Correis dos Estados Unidos.
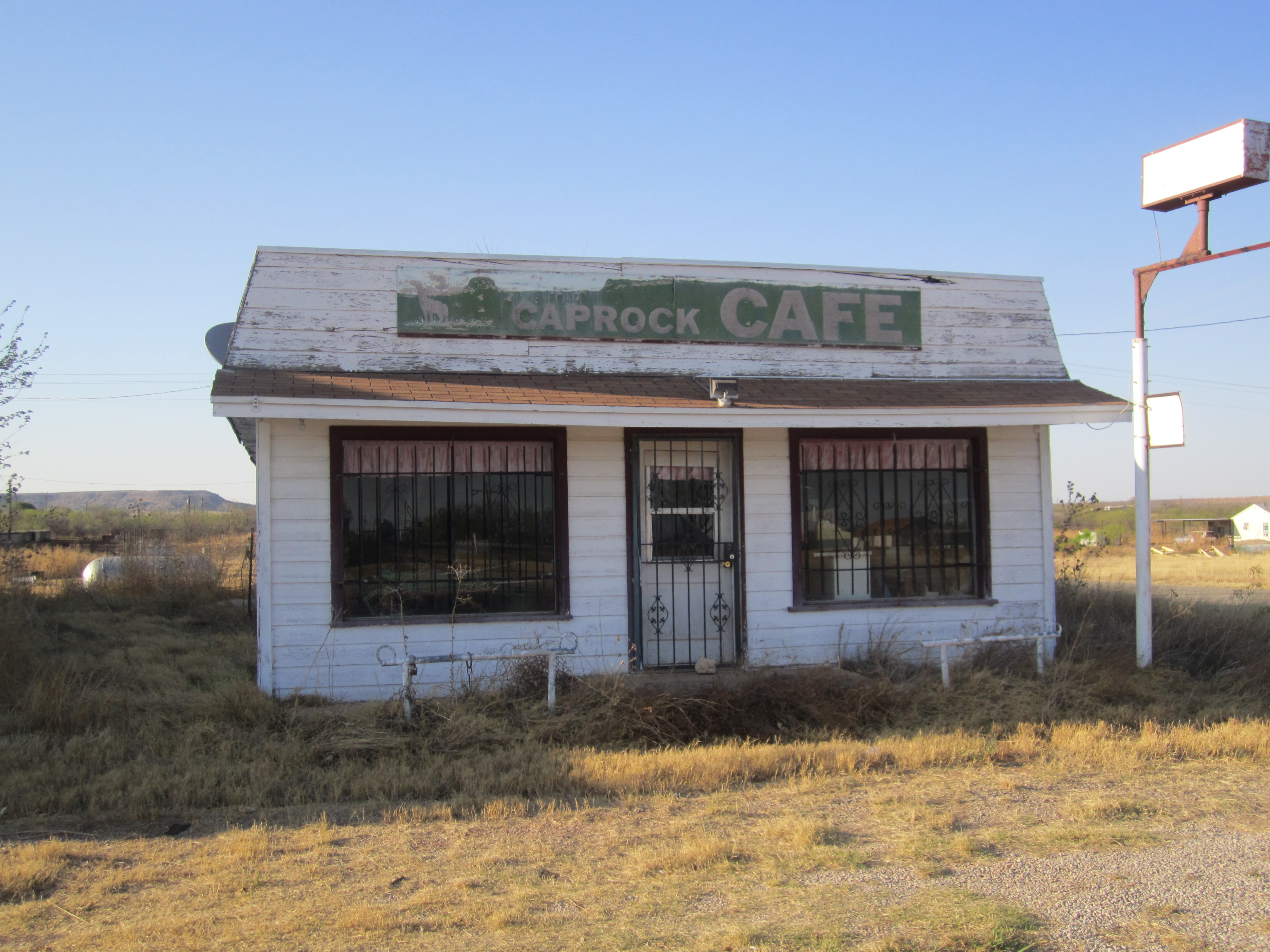
O Caprock Cafe.